# Richard Allison

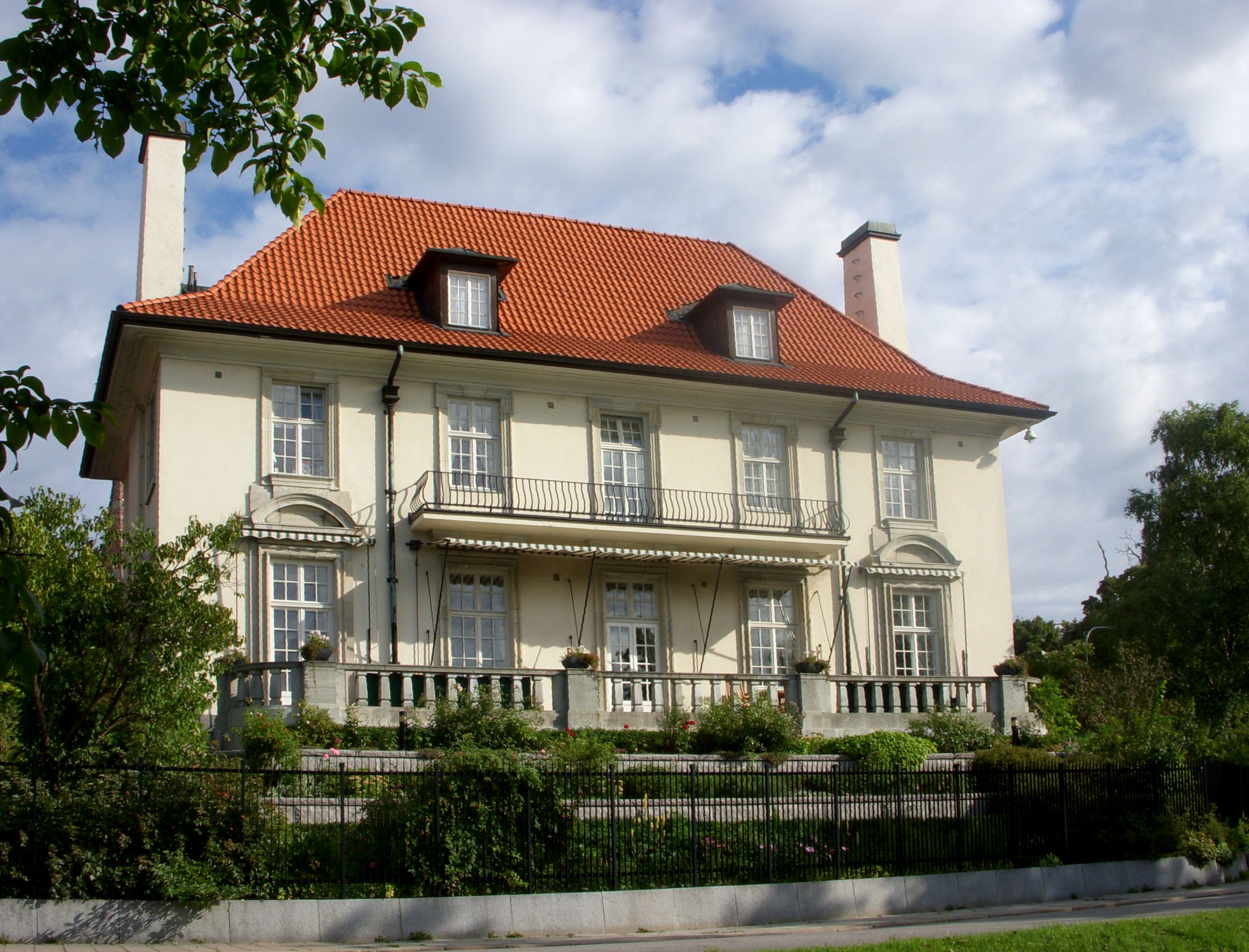
Brittiska ministerbostaden i Stockholm.

Richard John Allison, född 1869, död 1958, var en skotsk arkitekt.
Richard Allison var från 1889 verksam vid H M Office of Works i London.

## Verk i urval
- The Science Museum, London[3]
- The Duveen wing, National Portrait Gallery, London, 1933[4]
- The Geological Museum, London[5]
- The Royal Courts of Justice, Belfast[6]
- Brittiska ministerbostaden i Diplomatstaden, Stockholm 1915.[7]